# Eldridgeville
Eldridgeville ist ein kleiner Ort im Toledo District in Belize, Mittelamerika. 2010 hatte der Ort 514 Einwohner.

## Geografie
Der Ort liegt im Hinterland der Bucht von Amatique am Southern Highway bei Forest Home.

## Klima
Nach dem Köppen-Geiger-System zeichnet sich Eldridgeville durch ein tropisches Klima mit der Kurzbezeichnung Am aus.